# Sant’Arsenio
Sant'Arsenio község (comune) Olaszország Campania régiójában, Salerno megyében.

## Fekvése
A megye nyugati részén fekszik. Határai: Atena Lucana, Corleto Monforte, Polla, San Pietro al Tanagro, San Rufo és Teggiano.

## Története
Első említése a 11. századból származik. A következő századokban nemesi birtok volt. A 19. században nyerte el önállóságát, amikor a Nápolyi Királyságban felszámolták a feudalizmust.

## Népessége
A népesség számának alakulása:

## Főbb látnivalói
- Palazzo Cafaro
- Madonna del Carmine-templom
- San Sebastiano-templom
- San Rocco-templom
- San Tommaso-templom
- Santa Maria Maggiore-templom